# 이리스버스
이리스버스(영어: Irisbus) 또는 이베코버스(영어: IVECO bus)는 프랑스의 버스 메이커이다. 본사는 프랑스 론주 리옹에 있다.

## 역사
1999년에 전문적으로 버스를 생산한 버스 부문인 피아트 산업, 이베코, 르노가 합병이 되면서 설립했다. 같은 해 이카루스 버스를 인수해 자회사로 두었지만 2006년에 무스제르트테크니카 그룹(헝가리어: Műszertechnika group)에 매각했다. 2003년부터 2010년까지 피아트 그룹의 산하인 이베코가 전체의 지분을 보유 했으나 2013년에 CNH 인더스트리얼이 전 지분을 인수해 자회사가 되었고 이후 이리스버스 이베코(영어: Irisbus IVECO)로 변경했다. 같은 해 5월에 조직이 개편이 되면서 새롭게 생산된 차종에 한해서 이베코 브랜드로 변경이 되었다.

## 생산 공장

### 유럽
버스 제조사
- 이리스버스 수차라 공장 (이탈리아 만토바현 수차라)
- 이리스버스 비소케 미토 공장 (체코 파르두비체주 비소케미토)
- 이리스버스 앙노네 공장 (프랑스 론알프 앙노네)

엔진 제조사
- 이리스버스 아라드 공장 (루마니아 아라드주 아라드)
- 이리스버스 브레시아 공장 (이탈리아 롬바르디아주 브레시아)
- 이리스버스 포자 공장 (이탈리아 풀리아주 포자)
- 이리스버스 토리노 공장 (이탈리아 피에몬테주 토리노)
- 이리스버스 바야돌리드 공장 (스페인 카스티야레온 지방 바야돌리드주)
- 이리스버스 리옹 공장 (프랑스 론알프 리옹)
- 이리스버스 되세브르 공장 (프랑스 푸아투샤랑트 되세브르주)
- 이리스버스 청두 공장 (중국 쓰촨성 청두)
- 이리스버스 뭄바이 공장 (인도 마하라슈트라주 뭄바이)
- 이리스버스 미나스제라이스 공장 (브라질 미나스제라이스주)
- 이리스버스 코르도바 공장 (아르헨티나 코르도바주 코르도바)
- 이리스버스 미스워비체 공장 (폴란드 실롱스크주 미스워비체)
- 이리스버스 소스노비에츠 공장 (폴란드 실롱스크주 소스노비에츠)
- 이리스버스 포트스웨트넘 공장 (말레이시아 슬랑오르주 클랑항)

## 생산 차종

### 현재 생산차종
- 아르웨이 - 라인
- 시티리스 12
- 시티리스 18 - 굴절버스
- 유로폴리스 - 소형버스, 이베코 소속
- 데일리 - 소형버스, 이베코 소속
- 도미노 HD - 관광버스, 올란디 소속
- 도미노 HDH - 관광버스, 올란디 소속
- 리클리오 - 라인/학교버스
- 메가리스 - 관광버스
- 미드야스 - 소형버스
- 미드웨이 - 소형버스
- 미디라이더
- 스콜라버스 25 (학교버스) (UK)
- 시비스 - 트롤리버스
- 시티 버스
- 시티리스 라인 - 시외버스
- 유로미디
- 이베데야스 H - 관광버스
- 이베데야스 HD - 관광버스
- 크로스웨이 - 라인/학교버스
- 크리스텔리스 - 트롤리버스
- 헤노비스, 하이브리드 버스[6][7]
- 헤피 - 소형버스

### 과거 생산차종
- 아고라 시리즈 - 르노 소속
  - 아고라라인
- 시티클레스 10.8m/12m, 이베코 소속
- 시티클레스 18m - 굴절버스, 이베코 소속
- 유로라이더 - 관광버스, 이베코 소속
- 모우리 - 라인버스
- 아리스 N - 라인/학교버스
- 아리스 N15 - 라인/학교버스
- 악스 - 라인/학교버스 - 카로사 소속
- 유로클레스 - 이베코 소속
- 일리아데 H - 관광버스
- 일리아데 HD - 관광버스

## 대한민국의 현황
대한민국의 경우 2004년에 LG상사와 계약을 하면서 서울특별시에서 굴절버스를 도입되어 운용했으나 잦은 고장에 부품 조달 문제까지 겹쳐 드물게 운행되고 있다가 2014년에 전면 대차되었다.

## 사진

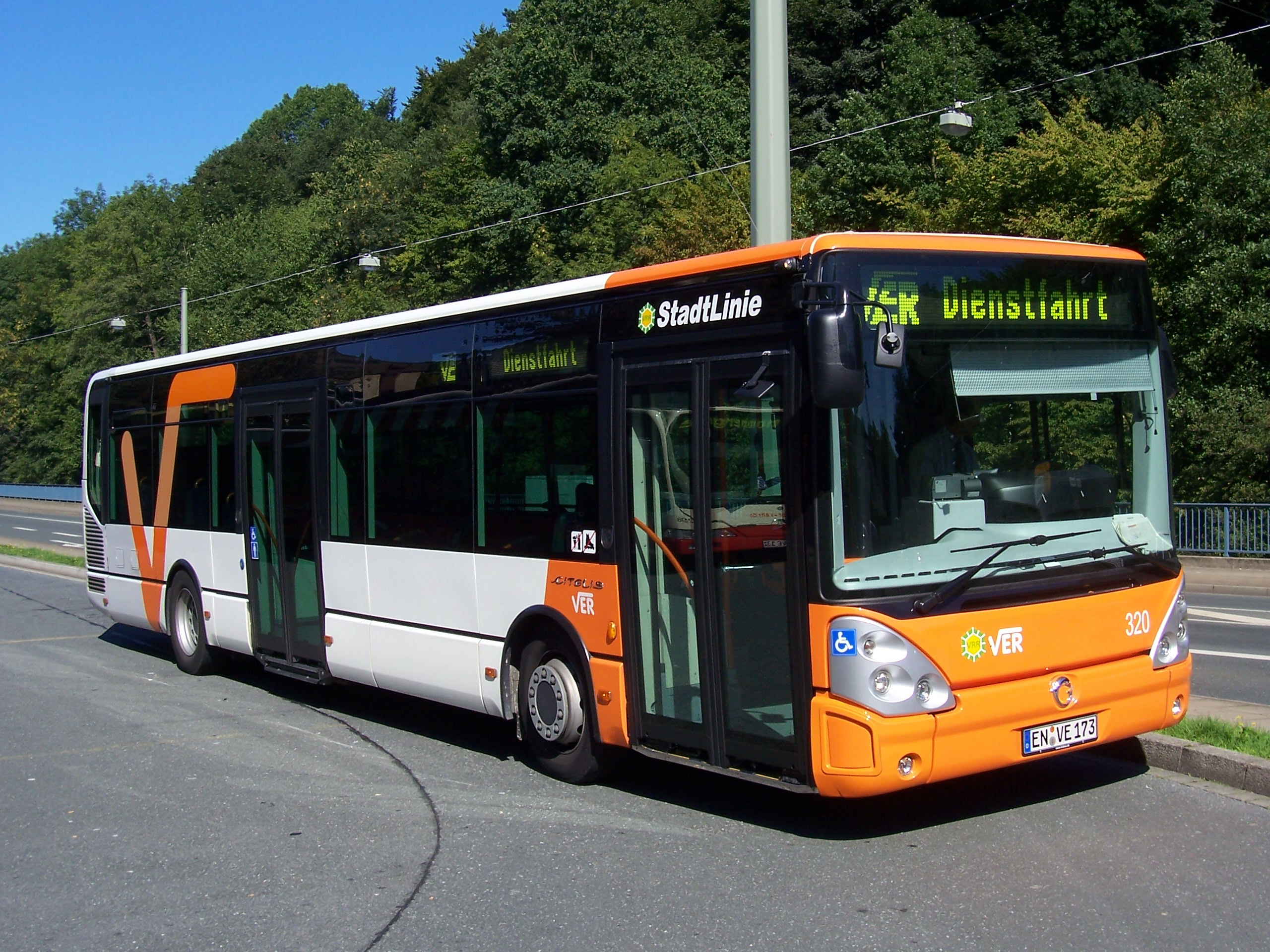
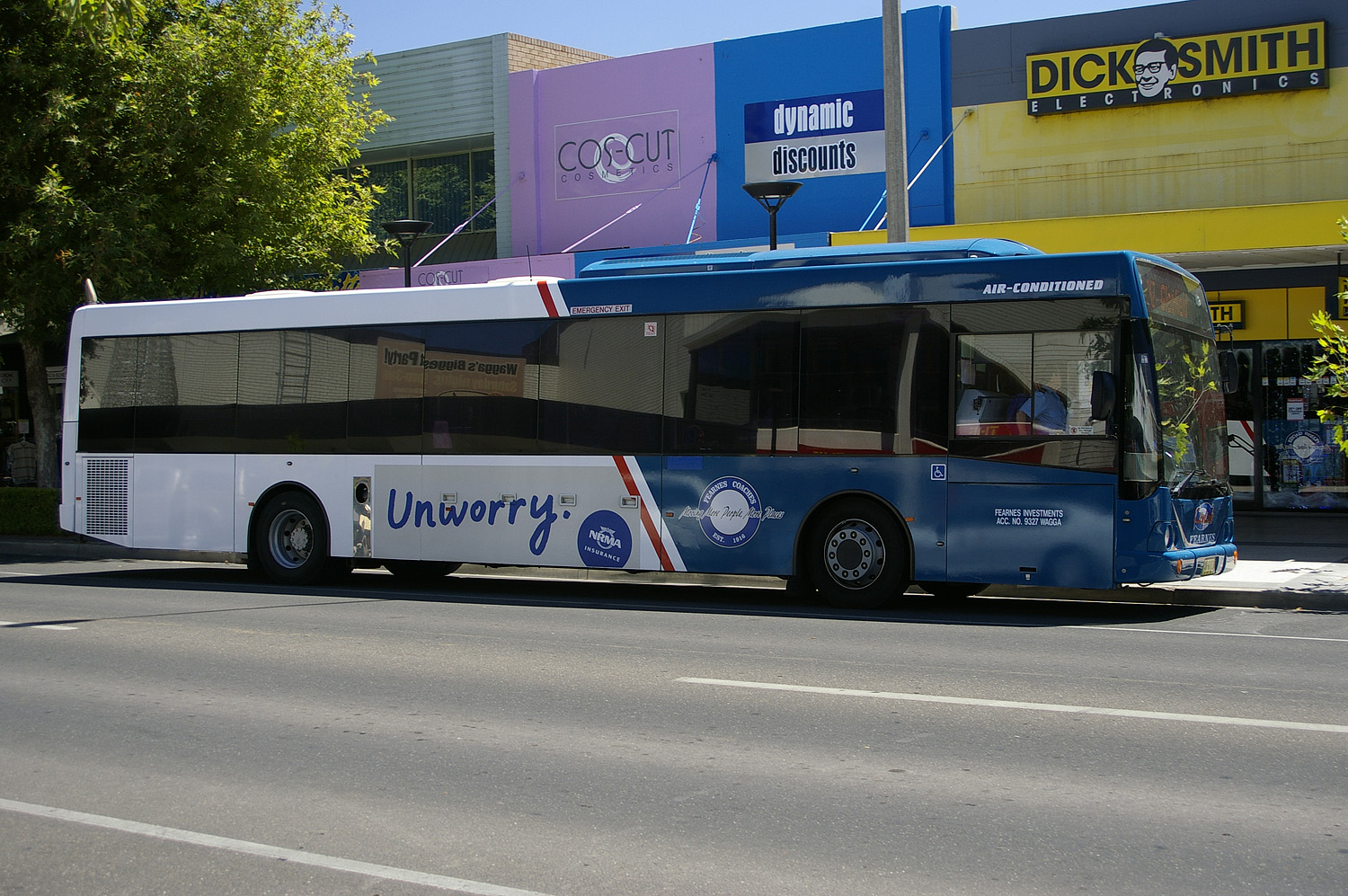
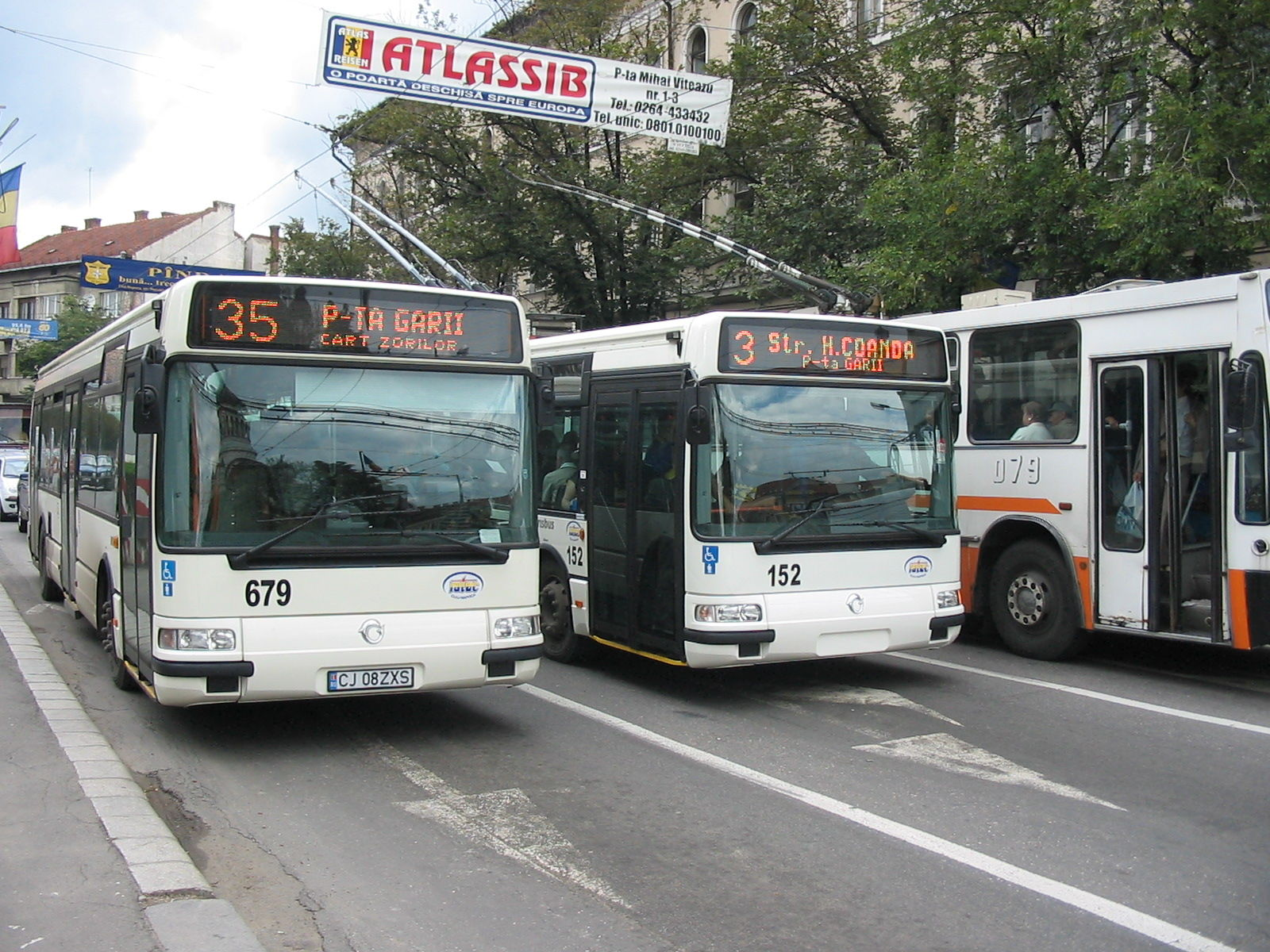
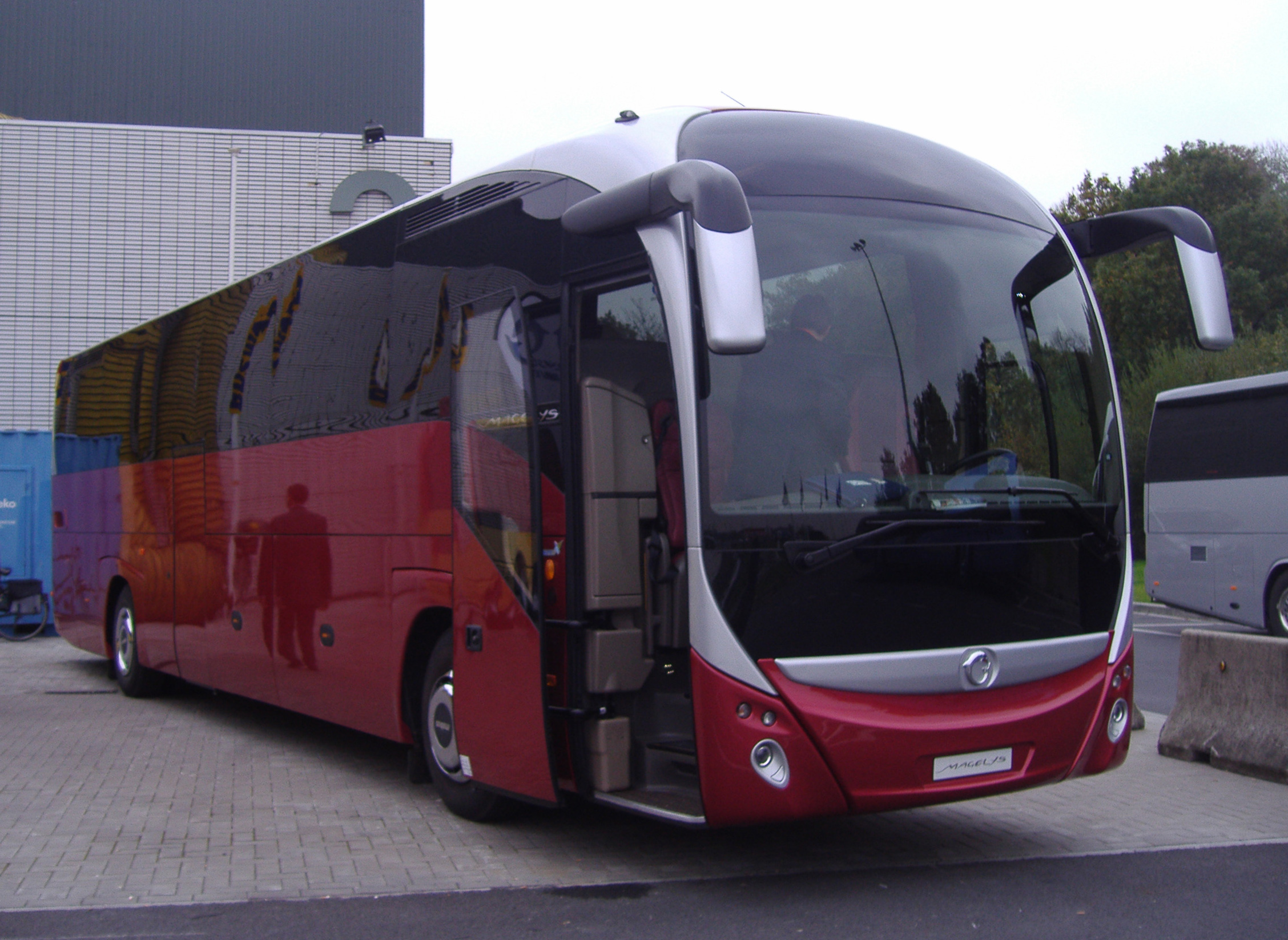
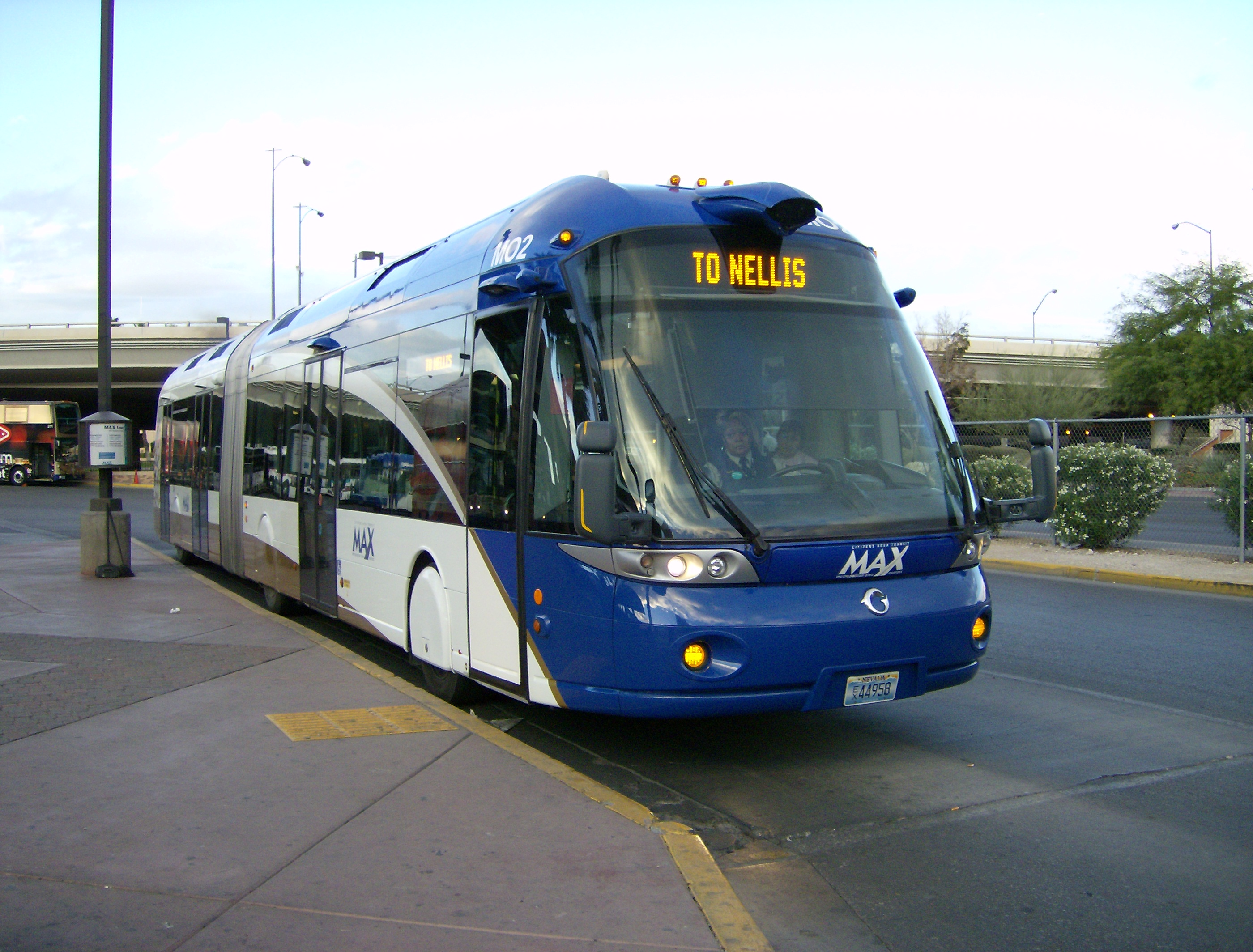
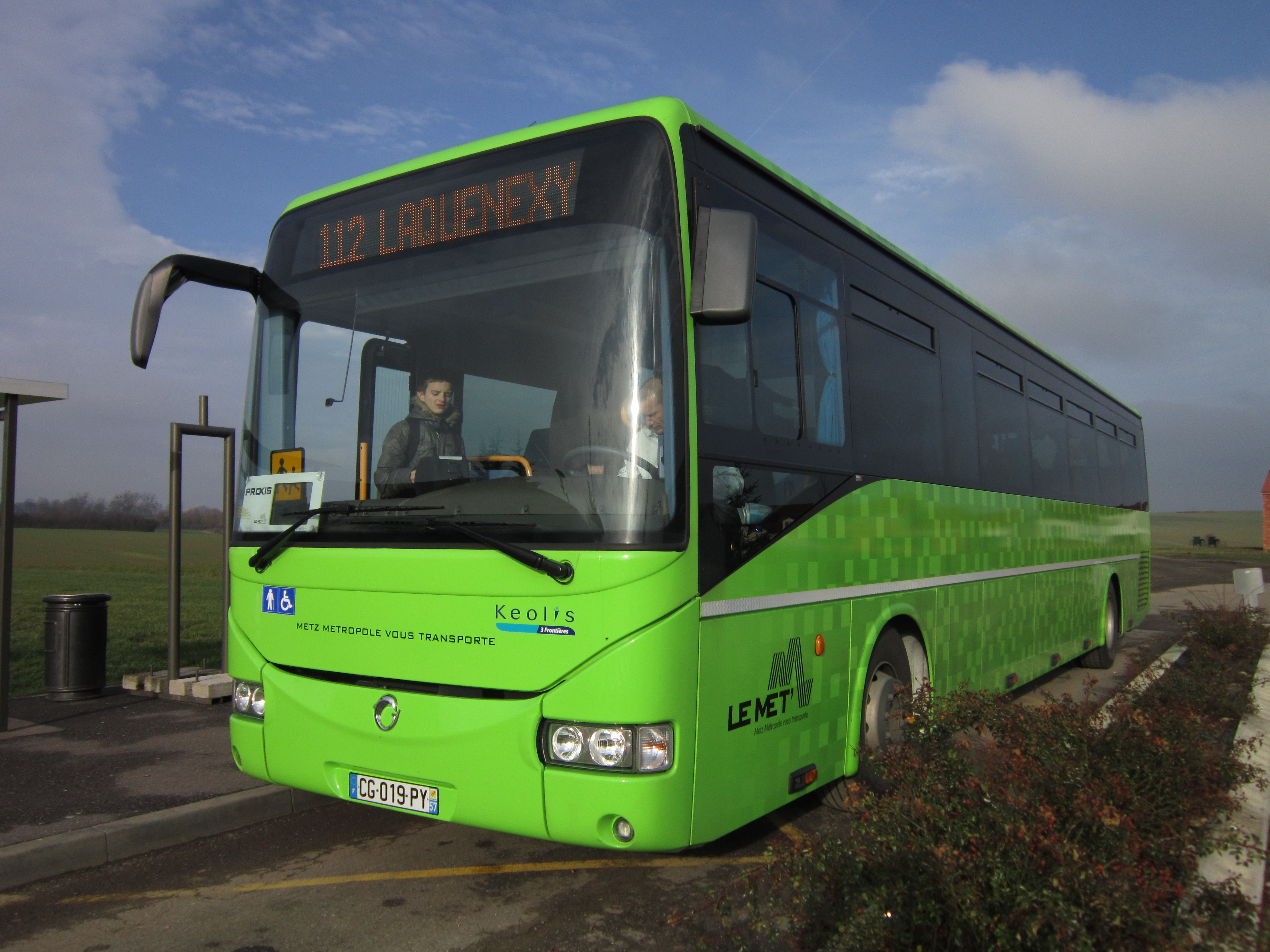
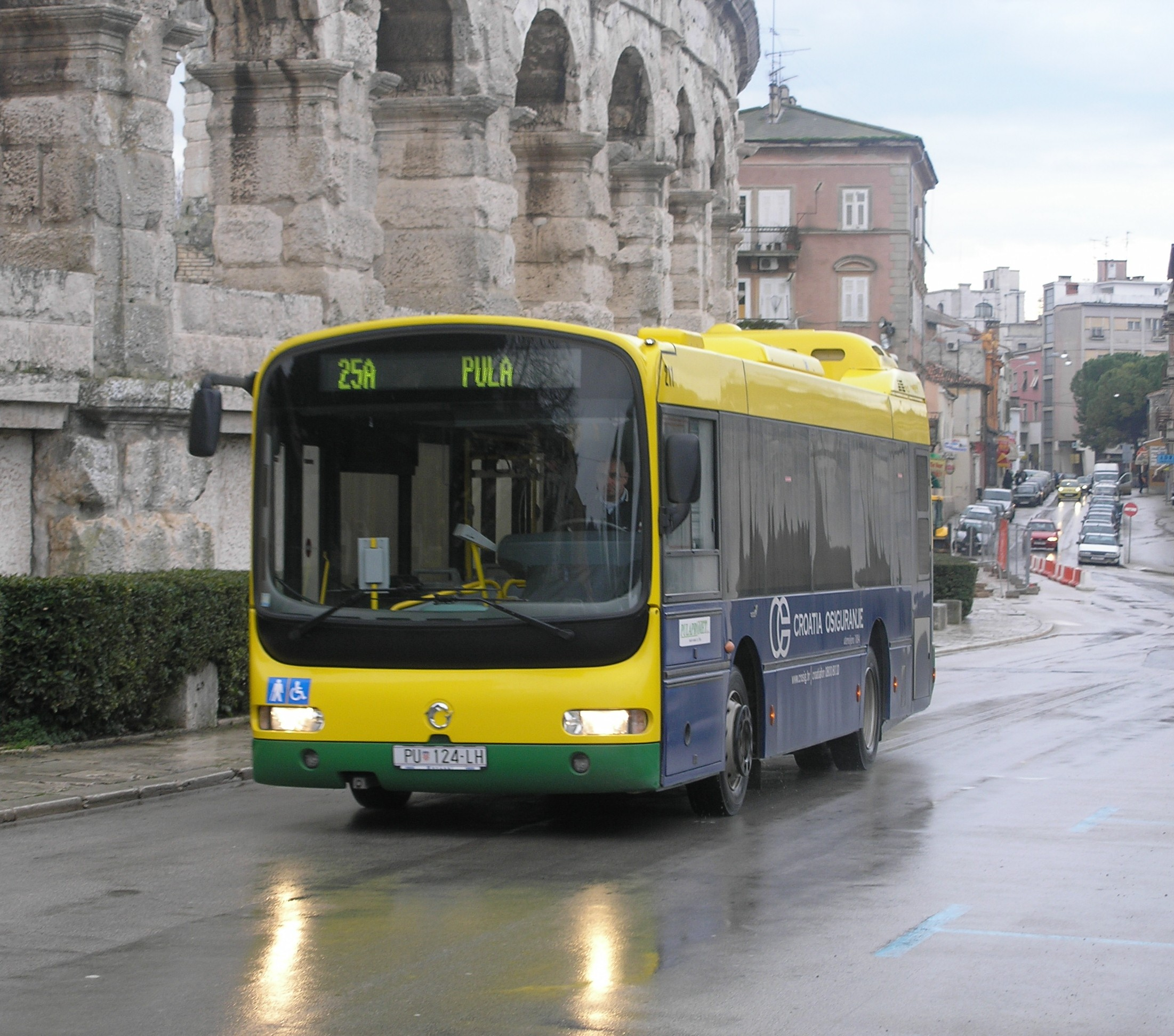
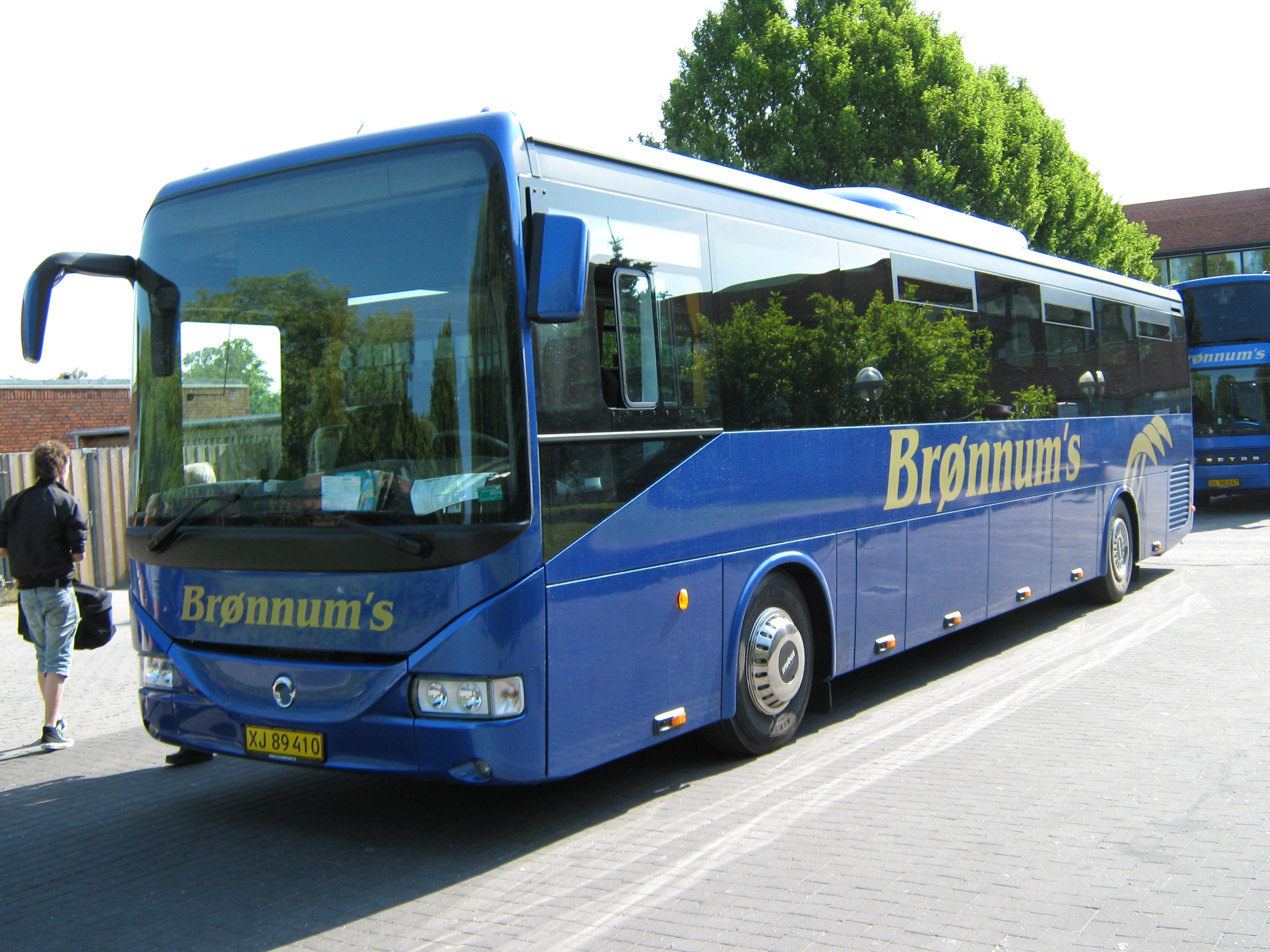
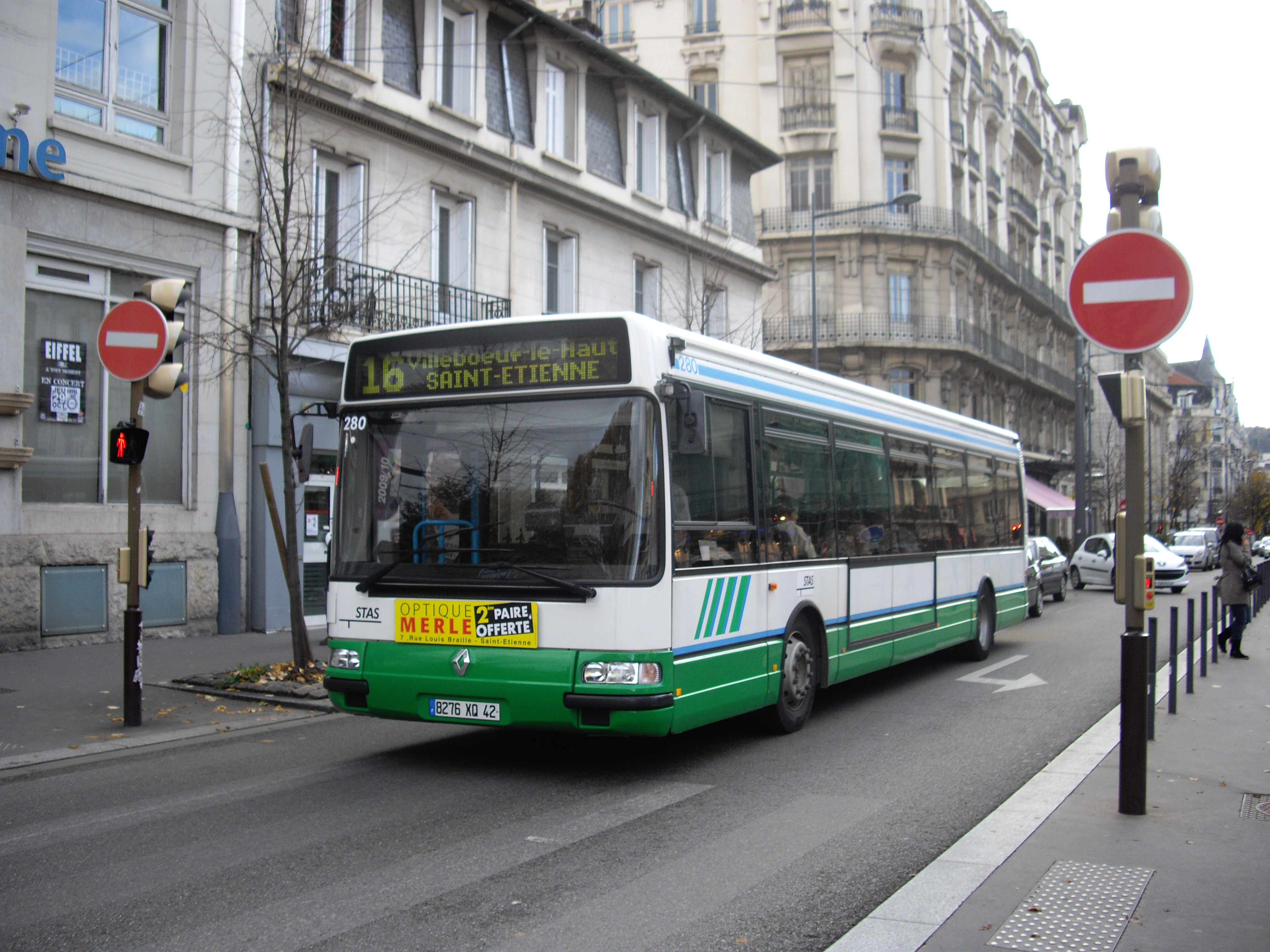